# David Štěpán
David Štěpán (* asi 1964) je český učitel a politik, bývalý předseda Bloku proti islamizaci.

## Osobní život
Řadu let působí jako učitel matematiky na gymnáziu. Žije v Teplicích. Jeho sestrou je herečka Barbora Štěpánová.

## Politické působení
V senátních volbách v roce 2008 kandidoval jako člen strany SDŽ – Strana důstojného života (SDŽ) v senátním obvodu č. 21 – Praha 5. Získal 419 hlasů (tj. 1,15 %), skončil na osmém místě a do druhého kola voleb tak nepostoupil. V evropských volbách v roce 2009 kandidoval na 29. místě kandidátní listiny SDŽ na funkci poslance Evropského parlamentu, ale neuspěl (uskupení žádný mandát nezískalo). V komunálních volbách v roce 2010 kandidoval jako člen SDŽ na kandidátní listině subjektu Volba pro Prahu 8 na funkci zastupitele Prahy 8. Ve volbách do Zastupitelstva hlavního města Prahy 2010 zároveň kandidoval na kandidátní listině subjektu Suverenita - blok Jany Bobošíkové, strana zdravého rozumu. Zastupitele města ani městské části však nebyl zvolen.
Na funkci zastupitele Prahy kandidoval poté opět v městských volbách v roce 2014 z pozice nominanta strany SUVERENITA - STRANA DŮSTOJNÉHO ŽIVOTA jako lídr kandidátní listiny strany DOMOV. Zároveň kandidoval na 16. místě kandidátní listiny strany DOMOV jako nominant strany SUVERENITA - STRANA DŮSTOJNÉHO ŽIVOTA na funkci zastupitele Prahy 8. V těchto volbách však rovněž neuspěl. Ještě v červnu téhož roku se zároveň stal předsedou strany Blok proti islamizaci – Obrana domova (tehdy zvané DOMOV). V krajských volbách v roce 2016 kandidoval na 8. místě kandidátní listiny koalice Úsvit s Blokem proti islamizaci na funkci zastupitele Ústeckého kraje, ale nebyl zvolen.
Do popředí médií se dostal před sněmovními volbami v roce 2017 poté, co byl lídrem kandidátní listiny Bloku proti islamizaci v Praze. Mandát se mu však získat nepodařilo (uskupení získalo jen 0,1 % hlasů). Po volbách Štěpán kritizoval hnutí SPD a jeho předsedu Tomia Okamuru s tím, že mu hnutí ukradlo program (hnutí SPD ve volbách získalo 10,64 % hlasů a 22 mandátů). V komunálních volbách v roce 2018 kandidoval jako nestraník ze 3. místa kandidátní listiny Strany Práv Občanů ZEMANOVCI na funkci zastupitele Teplic. Strana však získala jen 0,76 % hlasů a Štěpán tak mandát nezískal. V evropských volbách v roce 2019 kandidoval jako člen strany Blok proti islamizaci na 28. místě kandidátní listiny České suverenity, ale neuspěl. Ve sněmovních volbách v roce 2021 kandidoval na 3. místě kandidátní listiny Volného bloku v Ústeckém kraji, ale neuspěl (strana získala jen 1,33 % hlasů).
V komunálních volbách v roce 2022 kandidoval jako nestraník na 13. místě kandidátní listiny hnutí Zdraví Sport Prosperita na funkci zastupitele města Teplice. Nebyl zvolen, stal se 12. náhradníkem. V krajských volbách v roce 2024 kandidoval jako nestraník za stranu ČSSD – Česká suverenita sociální demokracie na 16. místě kandidátní listiny zvané ČSSD – ČISTÝ KRAJ na funkci zastupitele Ústeckého kraje, ale nebyl zvolen. Ve sněmovních volbách v roce 2025 je lídrem kandidátní listiny ČSSD (České suverenity) v Libereckém kraji.
Štěpán se zúčastnil několika různých shromáždění mířených proti šíření islámu v Česku, v minulosti totiž působil mj. jako mluvčí Bloku proti islámu.